# Polyommatus caerulescens
Polyommatus caerulescens är en fjärilsart som beskrevs av Charles Oberthür 1884. Polyommatus caerulescens ingår i släktet Polyommatus och familjen juvelvingar. Inga underarter finns listade i Catalogue of Life.